# Classic Race Aarhus
Classic Race Aarhus var en årlig motorsportsfestival, der blev afholdt over én weekend i og omkring Mindeparken i Aarhus. Start- og målområdet på den 2.600 meter lange banestrækning var placeret på Strandvejen, lige udfor Tangkrogen.
I 2018 deltog over 300 biler, og over tre dage var der 42.500 publikummer. Udover en del showløb afvikles der også ordinære mesterskabsafdelinger i blandt andet Danish Thundersport Championship (DTC).
Fonden, Classic Race Aarhus Fond, ejede festivalen, og dens primære mål var at lave Nordeuropas bedste racefestival, og at støtte børns trafiksikkerhed.
I 2020 måtte racet aflyses på grund af coronaviruspandemien. Året efter i 2021 måtte man rykke racet til september grundet restriktioner. Men samme år meddelte Classic Race Aarhus at fondet var gået konkurs og at racet 2021 ville blive det sidste. 